# Dance and Love Selection Vol. 3
Dance And Love Selection Vol. 3 è la terza compilation del dj Gabry Ponte disponibile dal 26 ottobre 2010, come le due compilation precedenti raccoglie tutti gli ultimi lavori della Dance And Love etichetta discografica capitanata dal dj piemontese e anche nome di un programma radiofonico in onda su m2o condotto dallo stesso Gabry Ponte.I brani che compongono la compilation sono 13 comprese due Bonus Track.

## Tracce
1. Gabry Ponte feat Maya Days - Sexy Deejay (In da Club) [Extended Mix]
2. Alan & Paul - Tintarella di Luna (Paki & Jaro Red Extended Mix)
3. Trickers feat Craig Mitchell - Jump (Paki & Jaro Purple Extended Mix)
4. Francesco Esse - Somebody's Watching Me (Jeko Remix)
5. Modà vs Gabry Ponte - Sono già solo RMX (Gabry Ponte Extended Mix)
6. Romano & Sapienza feat Rita Pavone - La Partita di Pallone (Original Mix)
7. Mason - Runaway (Original Mix)
8. Salento Boyz - La Pizzica (Calimera Egap Mix)
9. Phaxo & Marco Branky - El Canto Del Sol (Original Mix)
10. Nowak - Picante y Caliente (Original Extended Mix)
11. Sergio D'Angelo PRES. Roby Di Malone - Enough is Enuff (Cris Ortega Remix)
12. Bonus Track: I Tamarri - Stiamo Come I Pazzi (Original Edit)
13. Bonus Track: Gabry Ponte - La Danza Delle Streghe (Corto Mix)